# 以色列文化
以色列文化的根源早在1948年以色列獨立之前就已經發展，反映了猶太人分散世界各地的歷史及文化、19世紀後期開始發展的猶太復國主義運動思想以及阿拉伯人和其他居住在以色列的少數族裔群體。特拉維夫和耶路撒冷是以色列主要的文化中心。紐約時報曾形容特拉維夫是「地中海之都」。孤獨星球將其列為世界十大夜生活城市。國家地理則將其評為世界十大海岸城市。以色列有200多個博物館，是世界人均博物館數量最多的國家，參觀者眾多。以色列愛樂樂團在全國及世界各地演出，幾乎每個以色列城市都有自己的管弦樂隊。以色列電影製作人和演員近年也多次在國際上獲獎。

## 外部連結
- Israel Arts Directory
- ACUM - Society of Authors, Composers and Music Publishers in Israel
- The Institute for the Translation of Hebrew Literature（页面存档备份，存于）
- Israel Music sdfgfte
- Israeli Culture Ynetnews（页面存档备份，存于）
- Jewish and Israeli Culture, Magazine